# Estação de Ouro Preto
A Estação de Ouro Preto é uma estação ferroviária localizada no município brasileiro de Ouro Preto, em Minas Gerais. Foi inaugurada em 1888, com a presença do imperador D. Pedro II e a da princesa Isabel. Fazia parte do ramal de Ponte Nova da antiga Estrada de Ferro Central do Brasil, cujo objetivo primordial era ligar Ouro Preto, então capital da província de Minas Gerais, com o Rio de Janeiro, então capital do Império. Atualmente serve como estação do Trem da Vale, uma linha turística que liga Ouro Preto à Mariana.
A estação faz parte do Núcleo Histórico de Ouro Preto, tombado à nível municipal e federal.